# 直江光信
直江 光信（なおえ みつのぶ、1975年4月21日 - ）は、日本のスポーツライター、コラムニスト、ラグビー解説者。熊本県熊本市生まれ。

## 来歴
熊本高校でラグビーを始め、３年時には花園に出場。現役時代のポジションはCTB。
早稲田大学商学部に入学。なお大学時代はクラブチーム（GWラグビークラブ）でプレー。
現在はラグビーマガジンを中心にフリーライターとして活動。また、J SPORTSのラグビー中継などで解説者としても活動。2024年2月からラグビーマガジンの編集長に。

## 著作
- 早稲田ラグビー進化への闘争（講談社、2009年3月）ISBN 978-4-0621-5418-5

## 出演番組

### テレビ
- ラグビー中継（J SPORTS）